# Бадалукко, Майкл
Майкл Бадалукко (англ. Michael Badalucco, род. 20 декабря 1954) — американский актёр. Бадалукко наиболее известен благодаря своей роли Джимми Берлюти в длительном телесериале «Практика», где он снимался с 1997 по 2004 год, на протяжении всего периода трансляции шоу. В 1999 году он выиграл премию «Эмми» за лучшую мужскую роль второго плана в драматическом телесериале за свою роль в шоу.

## Биография
Бадалукко родился в Бруклине, Нью-Йорк и окончил Университет штата Нью-Йорк, после чего начал свою карьеру с небольших ролей. Он появился в более сорока полнометражных фильмах в период своей карьеры, наиболее значимые из которых «Неспящие в Сиэтле» (1993), «Леон» (1994), «Один прекрасный день» (1996), «Вам письмо» (1998), «Кровавое лето Сэма» (1999) и «Человек, которого не было» (2001). После завершения сериала «Практика», карьера Бадалукко складывалась малоуспешно, и к 2010 году он уже играл второстепенную роль в дневной мыльной опере «Молодые и дерзкие».

## Фильмография

### Телевидение
- Закон и порядок (1 эпизод, 1993) — Дэвид Зифрин
- Нью-Йорк, Центральный парк (1 эпизод, 1995) — Продавец
- Элли Макбил (1 эпизод, 1999) — Джимми Берлюти
- Бостонская школа (1 эпизод, 2001) — Джимми Берлюти
- Практика (регулярная роль, 166 эпизодов, 1997—2004) — Джимми Берлюти
- Новая Жанна Д’Арк (1 эпизод, 2005) — Отец Пэйн
- Кости (1 эпизод, 2008) — Скотт Старрет
- Закон и порядок: Специальный корпус (1 эпизод, 2008) — Том Гэлли
- Детектив Монк (1 эпизод, 2008) — Оуэн Макколоуски
- Детектив Раш (1 эпизод, 2010) — Дон Бэрдвилл
- Частная практика (1 эпизод, 2010) — Ник
- Подпольная империя (2 эпизода, 2010) — Гарри Принц
- Молодые и дерзкие (дневная мыльная опера, второстепенная роль, 2010) — Марк Хоган

### Фильмы
- Бешеный бык (1980)
- Бродвей Дэнни Роуз (1984)
- Отчаянно ищу Сьюзен (1985)
- Перекресток Миллера (1990)
- Уважаемые люди (1990)
- Напролом (1991)
- Подмена (1991)
- Тропическая лихорадка (1991)
- Авторитет (1991)
- Мэк (1992)
- Ночь в большом городе (1992)
- Неспящие в Сиэтле (1993)
- Святой из Форт-Вашингтона (1993)
- В поисках одноглазого Джимми (1993)
- Мужская ложь (1994)
- Леон (1994)
- Рождество психов (1994)
- С унынием в лице (1995)
- Толкачи (1995)
- Двое у моря (1995)
- Баския (1996)
- Один прекрасный день (1996)
- Криминальный роман (1997)
- Заповеди (1997)
- Гастроном (1997)
- Темные лошадки (1997)
- Вам письмо (1998)
- Кровавое лето Сэма (1999)
- О, где же ты, брат? (2000)
- Человек, которого не было (2001)
- Тринадцать лун (2002)
- Голое кино (2002)
- Мажоры (2004)
- Колдунья (2005)
- Рождественская история (2007)
- Нигде не скрыться (2009)
- Опасные сны (2010)
- Ловушка (2010)
- Под маской жиголо (2013)